# Нымме Юнайтед
«Нымме Юнайтед» (эст. FC Nõmme United) — эстонский футбольный клуб из Таллина. В 2024 году впервые принял участие в высшем дивизионе Эстонии.

## История
В первые годы после основания клуб выступал под названиями «Ээсти Телефон СК» (2000—2003) и «Элион» (2004—2005), в 2006 году принял название «Нымме Юнайтед». Основателем клуба стал Энн Лоог, в дальнейшем к руководству клубом подключился известный футболист Март Поом, ставший его президентом.
В первом сезоне клуб играл в пятой лиге, в 2001 году — в четвёртой, где одержал победу в зональном турнире, с 2002 года — в третьей лиге, где в 2004 году также победил в зональном турнире. С 2005 года в течение 13 сезонов выступал во второй лиге (до 2013 года это был третий уровень эстонского футбола, затем — четвёртый). В 2017 году клуб победил в зональном турнире второй лиги. С 2018 года играл в Эсилийге Б (третий дивизион), где в первом сезоне занял пятое место, а на следующий год победил. С 2020 года играл в первой лиге, в дебютном сезоне занял третье место, а в 2023 году одержал победу в турнире под руководством тренера Владимира Васильева. В 2024 году дебютировал в высшем дивизионе. Тренировать клуб был приглашён финский специалист Яни Сараярви, но уже после четырёх игр он был уволен.
Помимо основной команды в клубе имеются 14 групп в 8 возрастах детско-юношеских команд, также есть женская команда. Команда 17-летних трижды подряд (2013—2015) побеждала в первенстве Эстонии в своём возрасте. Некоторое время академия клуба носила название «Школа Марта Поома». По состоянию на 2024 год в клубной школе занимаются 253 игрока. Среди воспитанников школы — вратарь Карл Якоб Хейн, приглашённый по протекции Марта Поома в систему лондонского «Арсенала».

## Стадион
Клуб выступает и тренируется на стадионе «Мяннику», расположенном в таллинском районе Нымме по адресу улица Выйду, 16 и вмещающем 500 зрителей. На стадионом комплексе есть два поля — с натуральной травой (104 х 64 м) и с искусственной травой (90 х 60 м). В отдельных случаях клуб проводит домашние матчи на стадионе «Спортленд Арена» (5000 зрителей).

## Тренеры
- Тармо Рюйтли (2010—2012)
- Эрки Кескюла (2013—2015)
- Мартин Класен (2016—2022)
- Владимир Васильев (2023)[1]
- Яни Сараярви (2024, до апреля)[2]
- Рандин Ранде (апрель-июль 2024, и. о.)
- Мартин Класен (июль 2024-н.в.)[3]